# 岡宗秀吾
岡宗 秀吾（おかむね しゅうご、1973年9月25日 - ）は、フリーランスのテレビディレクター。兵庫県神戸市出身。

## 来歴
1995年に専門学校を卒業後、上京。
先輩の友人だったタレント、YOUのアドバイスもあり、テレビディレクターとなる。
IVSテレビ制作に在籍していた。
現在、「株式会社Bacon」代表取締役。

## 人物
「全日本コール選手権」（飲み会で行われる一気コールを競い合う大会）のシリーズ監督を務める。
現在は、バラエティ番組などの演出に携わる傍ら、大根仁（テレビドラマの演出家）と二人で「テレビマンズ」というユニットを組み、各地でトークイベントなどを行っている（自身が被災した阪神・淡路大震災での体験談を語るなど）。
バナナマンのラジオにてしばしばオカルト話を披露する事から「オカルトさん」と呼ばれる。
スチャダラパーとは20年来の友人で、スチャダラパーのインディーズ雑誌『余談4』にて「オカルト2万字余談」掲載。
アナウンサーの清野茂樹と「YOUR SONG IS GOOD」のサイトウ"JxJx"ジュンとは幼なじみ。
ラジオ日本『真夜中のハーリー&レイス』にて「白川台中学校同窓会SP」（2010年12月28日放送）として出演。　
「青春狂」を自称し、「全日本コール選手権」から『BAZOOKA!!!』（BSスカパー!）の「BAZOOKA!!! 高校生RAP選手権」など若者のカルチャーを題材とした演出が多い。

## 演出

### テレビドラマ
- 30minutes鬼 #5～8（テレビ東京、2005年）

### テレビバラエティ（連続）
- クイズ赤恥青恥（テレビ東京、1999年 - 2003年）
- マスクマン!（日本テレビ、2001年）
- 爆笑問題のバク天!（TBS、2003年 - 2006年）
- 合格!日本語ボーダーライン（朝日放送、2005年）
- くりぃむしちゅーのたりらリでイキます!!（日本テレビ、2006年 - 2007年）
- とにかく金がないTV（BSジャパン、2008年）
- ひみつの嵐ちゃん!（TBS、2008年 - ） - ブレーンとして参加。
- クイズ☆タレント名鑑（TBS、2009年 - 2012年）
- アニタキCAMP（スペースシャワーTV、2010年 - 2011年）
- 奇跡ゲッター ブットバース!!（TBS、2010年 - 2011年）
- BAZOOKA!!!（BSスカパー!、2011年 - ）
- モノシリーのとっておき〜すんごい人がやってくる!〜（フジテレビ、2017年 - ）
- 石橋貴明のたいむとんねる（フジテレビ、2018年 - ）

### テレビバラエティ（単発）
- 志村&所の戦うお正月（朝日放送・テレビ朝日）
- 日本一乱暴な悩み相談番組 相談バカ一代（テレビ東京、2008年）
- SAKAI for MEN（TBS、2008年） - ゲスト：渡辺謙
- 本当にあった!恐いデーブ （テレビ東京、2009年）
- SAKAI for MEN（TBS、2009年） - ゲスト：香取慎吾
- 明石家さんまVSスカパー!スカパー!ってこんなに楽しいんですSP（スカパー!、2012年）

### ウェブ番組
- 今宵、アフレコブースで。（2019年3月29日 - 、WOWOWオンライン、dTV、フジテレビオンデマンド（FOD）、AbemaTVほか）[3][4]

### その他
- マイルドにしぬ（舞台、2007年） - メイキング演出。
- 「スチャダラパーの悪夢」（DVD、2009年）
- 無知との遭遇 CLOSE ENCOUNTERS OF THE STUPID - 監督：合田隆信（TBS、沖縄国際映画祭出品作品、2010年）、ディレクターとして参加。
- バナナマンライブDVD　2006年 - ディレクターを担当。
- バナナマン傑作選ライブ bananaman Punch（DVD、2006年）
- bananaman live kurukuru bird（DVD、2006年）
- BANANAMAN LIVE  Spicy Flower（DVD、2007年）
- バナナマン傑作選ライブ bananaman Kick（DVD、2008年）
- bananaman live 疾風の乱痴気（DVD、2008年）
- bananaman live wonder moon（DVD、2009年）
- 花鳥風月 DVD-BOX（DVD、2009年）
- バナナマン傑作選ライブ bananaman Chop（DVD、2010年）
- バナナマン傑作選ライブ DVD-BOX Punch Kick Chop（DVD、2010年）
- bananaman live DIAMOND SNAP（DVD、2010年）
- bananaman live emerald music（DVD、2011年）
- bananaman live TURQUOISE MANIA（DVD、2012年）
- handmade works live バナナマン×東京03（DVD、2013年）
- bananaman live 2013 Cutie funny（DVD、2014年）

## 出演番組
- 「WANTED!火曜日バナナマン」（TOKYO FM） ゲスト
- 「ニュース探究ラジオ Dig」（TBSラジオ） ゲスト
  - 『震災で岡宗秀吾が体験した話』（2011年1月14日(金)）
  - 『東日本大震災、あなたの話を聞かせて下さい』（2011年3月18日(金)）

## 著書
- 「煩悩ウォーク」[5]2017年11月30日（文藝春秋）ISBN 978-4-16-390764-2

## 関連人物
- 大根仁
- YOU